# Сергейцево (Владимирская область)
Сергейцево — деревня в Ковровском районе Владимирской области России, входит в состав Малыгинского сельского поселения.

## География
Деревня расположена в 6 км на юго-запад от центра поселения деревни Ручей и в 10 км на запад от райцентра города Ковров, остановочный пункт Сергейцево на ж/д линии Владимир — Ковров.

## История
В конце XIX — начале XX века деревня входила в состав Эдемской волости Ковровского уезда. В 1859 году в селе числилось 75 дворов, в 1905 году — 73 двора, в 1926 году — 118 дворов. 
С 1929 года деревня являлась центром Сергейцевского сельсовета Ковровского района, с 1940 года — в составе Малышевского сельсовета, с 1972 года — в составе Ручьевского сельсовета, с 2005 года — в составе Малыгинского сельского поселения.

## Население
| 1859 | 1905 | 1926 |
| ---- | ---- | ---- |
| 579  | 566  | 678  |

| 1859 | 1905 | 1926 | 2002 | 2010 | 2021 |
| ---- | ---- | ---- | ---- | ---- | ---- |
| 579  | ↘566 | ↗678 | ↘333 | ↘140 | ↗252 |